# Sveti Luke (Lipovac)
Die Crkva Sveti Luke (Lukaskirche) 3 km westlich von Lipovac in der Gemeinde Nijemci im kroatischen Teil Syrmiens (kroatisch Srijem, serbisch Srem) wird umgangssprachlich auch „Lučica“ genannt.
Errichtet wurde diese gotische Backsteinkirche im 13. oder frühen 14. Jahrhundert. Schon damals begann hier der Grenzbereich zwischen dem römisch-katholischen Westen und dem byzantinisch-orthodoxen Osten Europas.
Der Chor hat einen polygonalen Abschluss. Der einschiffige Innenraum hat seine Gewölbe verloren. Die Strebepfeiler von Chor und Schiff sind teilweise stark beschädigt. Die meisten Fenster wurden rundbogig verändert. Auf der Spitze des Westgiebels sitzt ein kleiner hölzerner Dachreiter. Das Dach der Kirche wurde vor wenigen Jahren erneuert.